# エライザ (バンド)
エライザ（ドイツ語: Elaiza）は、ドイツ・ベルリンを拠点に活動するバンドである。2014年5月にデンマーク・コペンハーゲンで開催されるユーロビジョン・ソング・コンテスト2014においてドイツ代表として出場し「Is It Right」を歌う。バンド名は、リーダーのエラ（Ela、本名:エルジュビェタ・シュタインメッツ Elżbieta Steinmetz）に由来する。エラはウクライナ生まれで、父親はウクライナ出身、母親はポーランド出身である。

## 来歴

### 初期
エラことエルジュビェタ・シュタインメッツは16歳のころ、ベルリンのヴァリコン・スタジオ（Valicon-Studios）でシンガーソングライターとして活動を始める。このスタジオで彼女はイヴォンヌ・グリューンヴァルトと出会う。その後、各種の音楽イベントを通じてナタリー・プレーガーの存在を知り、やがて活動を共にするようになる。

### 2013年: バンド結成
2013年初期、3人はバンド「エライザ」を結成する。2013年3月、エミール・ベルリナー・スタジオ（Emil-Berliner-Studios）にてダイレクトカットによりレコード収録を行う。レコードは制作日にちなんで『March 28』と名付けられ、ベルリナー・マイスター・シャルプラッテン（Berliner Meister Schallplatten）から発売された。その後、ベルリンのヴァリコン・スタジオの製作陣の協力の下、デビュー・アルバムの製作にとりかかる。この年、「Women-of-the-World-Festival」の新人賞を受賞する。

### 2014年: ユーロビジョン・ソング・コンテスト
2014年1月、「Is It Right」、「Fight Against Myself」、「Without」の3曲を収録したEPを製作する。
エライザは楽曲「Is It Right」でユーロビジョン・ソング・コンテスト2014のドイツ代表選考のワイルドカード出場枠に挑んだ。この年のドイツ代表選考では、放送局により内部選出された7組のアーティストに加え、1組のアーティストを「ワイルドカード」としてYouTubeを通じた公募により選出し、計8組で競うものであった。「Is It Right」はワイルドカード出場枠を目指して応募された多数の楽曲の中からトップ10に選ばれ、ハンブルクのナイトクラブ・エーデルフェットヴェルク（Edelfettwerk）でのコンサート出場を認められる。この中から電話投票により首位に選ばれ、ユーロビジョン・ドイツ代表選考の最後の1枠を確保した。
3月13日、ケルンのランクセス・アレーナで開催されたドイツ代表選考では、他の7組のアーティストとの戦いに勝ち抜き、決選投票ではドイツで高い人気と知名度を誇るゴシック・グループ、ウンハイリッヒに対して視聴者票の55%を確保して勝利を収め、ドイツ代表の座を勝ち取った。2014年5月にデンマーク・コペンハーゲンで開催されるユーロビジョン・ソング・コンテスト2014にドイツ代表として出場。

## メンバー

### 現在のメンバー
- エルジュビェタ・"エラ"・シュタインメッツ（Elżbieta "Ela" Steinmetz、1992年 - ） – ボーカル、ピアノ
- ローラ・ジマーマン（Laura Zimmermann、1989年 - ） – アコーディオン、ヴァイオリン、バック・ボーカル
- ナタリー・プレーガー（Natalie Plöger、1985年 - ） – ダブルベース

### 旧メンバー
- イヴォンヌ・グリューンヴァルト（Yvonne Grünwald、1984年 - ） – アコーディオン、グロッケンシュピール、バック・ボーカル (2013年–2016年)

## ディスコグラフィ

### アルバム
- Gallery (2014年、Heart of Berlin)
- Restless (2016年、Heart of Berlin)
- Liebe & Krieg (2020年、Ariola)

### シングル
- "Fight Against Myself" (2014年)
- "Is it Right" (2014年)
- "I Don't Love You" (2014年)
- "Hurricane" (2016年)
- "Real" (2016年)